# 第7屆走鐘獎
第7屆走鐘獎（英語：7th Walk Bell John Awards，縮寫：7th WBJ），是2025年網路影音創作的年度盛事，專為YouTuber以及新媒體創作者所設立。

## 典禮資訊

### 播出平台
於走鐘獎YouTube頻道直播

### 主題
本屆主題定為「轉生」，象徵新媒體創作的蛻變與重生。主辦方說明，「轉生」反映了創作者面對現實挑戰時的自我突破與重新定位，不是逃避，而是選擇以嶄新姿態回應變局。此外，部分獎項規則亦進行微調，以更貼近時代趨勢，補強歷屆制度的不足之處。完整徵件辦法已公布於官方網站，鼓勵創作者踴躍參與。

### 授予對象
- 影片範圍：2024/7/1–2025/06/30期間內所發布於限定平台之原創影片[2]。
- 影片來源平台：LINE VOOM、YouTube、Facebook、Instagram、Twitch、TikTok，且在以上平台為亞洲區註冊之創作者[2]。
- 短影音獎項投稿影片為上述限制來源平台之九十秒內影片[2]。
- 「潛力新星獎」僅限定以下平台及門檻：YouTube 訂閱數 30 萬以下、Instagram 與 Facebook 合計追蹤數60萬以下、Twitch 追蹤數5萬以下、TikTok粉絲數30萬以下、於 2024/1/1 - 2024/12/31 期間內創立 LINE VOOM 帳號且追蹤數 5 千以上[2]。

### 入圍
「潛力新星獎」、「年度個人創作者獎」及「年度團體創作者獎」的評分包含評審評分與觀眾票選兩部分，觀眾票選於2025年8月25日至2025年9月7日進行。

### 變革
第七屆走鐘獎於2025年啟動徵件，典禮預計於11月舉行，較往年延後一個月。主辦人呱吉表示，此舉為避免與其他頒獎典禮或每年例行舉辦的同志大遊行撞期，讓參與者無須二選一。
本屆由全新組成的執行委員會接手規劃與執行，原有成員黃氏兄弟、Dcard的Akimo與百靈果持續參與，新增成員包括The DoDo Men的Ian、超認真少年及美麗本人，原委員阿滴、六嘆與千千則未續任。

### 獎項數量
第七屆共有 29 個獎項，分別為：
- 內容類：18 個獎項
- 技術類：8 個獎項
- 個人類：3 個獎項

## 走鐘獎執行委員會委員名單
- Dcard Akimo
- The DoDo Men Ian
- 百靈果
- 呱吉
- 美麗本人
- 黃氏兄弟
- 超認真少年

以字母及筆畫順序排列

## 評分標準
| 類別     | 獎項             | 評分標準                                                                      |
| -------- | ---------------- | ----------------------------------------------------------------------------- |
| 內容類   | 一級玩家獎       | 內容：40% 剪輯：30% 表演力：30%                                               |
| 內容類   | 訪到心坎獎       | 內容：40% 剪輯：10% 主持技巧：30% 節目形式：20%                               |
| 內容類   | 親手做的獎       | 內容：20% 剪輯：10% 創意：40% 手作能力：30%                                   |
| 內容類   | 說走就走獎       | 內容：40% 剪輯：30% 風格：30%                                                 |
| 內容類   | 以食為天獎       | 內容：40% 剪輯：20% 表演力：30%                                               |
| 內容類   | 金頭腦獎         | 內容：40% 剪輯：20% 表演力：20% 節目形式：20%                                 |
| 內容類   | 有夠烙賽獎       | 創意：50% 趣味性：50%                                                         |
| 內容類   | 生命貢獻獎       | 內容：40% 剪輯：10% 挑戰性：50%                                               |
| 內容類   | 可以色色獎       | 內容：40% 剪輯：20% 讓世界和平的程度：40%                                     |
| 內容類   | 無情工商獎       | 內容：40% 剪輯：20% 產品推廣：40%                                             |
| 內容類   | 哈哈哈哈獎       | 創意：40% 趣味性：60%                                                         |
| 內容類   | 運動健身獎       | 內容：40% 剪輯：20% 運動精神：40%                                             |
| 內容類   | 生活風格獎       | 內容：40% 剪輯：30% 個人風格：30%                                             |
| 內容類   | 好好聽音樂獎     | 內容（音樂）：40% 剪輯（視覺呈現）：40% 創意：20%                             |
| 內容類   | 最佳MV獎         | 內容（音樂）：40% 剪輯（視覺呈現）：30% 技巧性：30%                           |
| 技術類   | 最佳攝影獎       | 內容（美感，如構圖）：40% 運鏡：30% 技巧加分（如特殊取景方式、照明等等）：30% |
| 技術類   | 最佳動畫獎       | 內容：40% 剪輯：30% 創意：30%                                                 |
| 技術類   | 最佳剪輯獎       | 內容（如剪接節奏）：60% 後製技巧加分（如調色、特效運用等等）：40%             |
| 技術類   | 最佳製作人獎     | 節目形式：40% 節目難度：40% 創意：20%                                         |
| 技術類   | 最佳影響力獎     | 內容：30% 傳播力：30% 改變社會的能量：40%                                     |
| 技術類   | 最佳節目獎       | 內容：30% 節目形式：40% 系列延續性：30%                                       |
| 技術類   | 最佳戲劇獎       | 內容：40% 剪輯：20% 趣味性：20% 創意：20%                                     |
| 技術類   | 年度最佳影片獎   | 內容：40% 傳播力：30% 影響力：30%                                             |
| 短影片類 | 最佳娛樂短影片獎 | 內容：40% 剪輯：20% 趣味性：20% 創意：20%                                     |
| 短影片類 | 最佳情報短影片獎 | 內容：40% 剪輯：20% 表演力：20% 創意：20%                                     |
| 短影片類 | 最佳音樂短影片獎 | 內容：40% 剪輯：20% 表演力：20% 洗腦：20%                                     |
| 個人類   | 潛力新星獎       | 內容：40% 發展潛力：30% 值得鼓勵：30%                                         |
| 個人類   | 年度個人創作者獎 | 內容：40% 傳播力：20% 影響力或創意：20% 獨特風格：20%                         |
| 個人類   | 年度團體創作者獎 | 內容：40% 傳播力：20% 影響力或創意：20% 團隊風格：20%                         |

## 多項提名與得獎統計

### 多項提名
以頻道名義計算，列出2項或以上入圍者

## 外部連結
- 走鐘獎官方網站 （页面存档备份，存于）
- YouTube上的走鐘獎頻道（繁體中文）
- 走鐘獎的Facebook專頁（繁體中文）
- 走鐘獎的Instagram帳戶